# Лисий нянька: Спецзавдання
«Лисий нянька: Спецзавдання» (англ. The Pacifier, дос. «пустушка» або «миротворець») — комедійний бойовик 2005 року, знятий режисером Адамом Шенкманом. Спільне виробництво США і Канади.

## Сюжет
Головний герой пройшов сувору школу армії і гарячих точок. Він не боїться ніякого ворога, але нове завдання стане справжнім випробуванням навіть для нього. Адже, крім того, щоб охороняти сім'ю наукового генія від ворогів, солдату доведеться няньчити п'ятьох дітей, які й без будь-якої зовнішньої загрози являють собою ходячу катастрофу.

## Ролі
| Актор            | Роль                  |
| ---------------- | --------------------- |
| Він Дізель       | Шейн Вулф             |
| Лорен Гелен Грем | директор Клер Флетчер |
| Фейт Форд        | Джулі Пламмер         |
| Бріттані Сноу    | Зої Пламмер           |
| Макс Тіріот      | Сет Пламмер           |
| Кріс Поттер      | капітан Білл Фосетт   |
| Керол Кейн       | Хельга                |
| Бред Гаррет      | заст. директора Мерні |
| Морган Йорк      | Лулу Пламмер          |
| Кіган Хувер      | Пітер Пламмер         |
| Денніс Акаяма    | містер Чен            |
| Мун-Лін Цуй      | місіс Чен             |

## Знімальна група
- Режисер — Адам Шенкман
- Сценарист — Томас Леннон, Бен Гарант
- Продюсер — Гарі Барбер
- Композитор — Джон Дебні